# Alegoria

A Liberdade guiando o povo, de Delacroix,
uma alegoria da França revolucionária

Uma alegoria (do grego αλλος, allos, "outro", e αγορευειν, agoreuein, "falar em público", pelo latim allegoria) é uma figura de estilo ou linguagem, mais especificamente de uso retórico, que produz a virtualização do significado, ou seja, sua expressão transmite um ou mais sentidos além  do  literal. Diz-se b para significar a. Uma alegoria não precisa ser expressa no texto escrito: pode dirigir-se aos olhos e, com frequência, encontra-se na pintura, escultura ou noutras formas de linguagem. Embora opere de maneira semelhante a outras figuras retóricas, a alegoria vai da simples comparação da metáfora à sátira, passando pelo símbolo, a fábula, o apólogo, a prosopopeia, o oximoro, o Adynaton, ou implicando a ironia, oscilando entre a polissemia e a antífrase. A fábula, o apólogo, o mito e a parábola são exemplos genéricos (isto é, de gêneros textuais) de aplicação da alegoria, às vezes acompanhados de uma moral que deixa claro a relação entre o sentido literal e o sentido figurado.
João Adolfo Hansen estudou a alegoria em Alegoria: construção e interpretação da metáfora, distinguindo a alegoria greco-romana (de natureza essencialmente linguística, não obstante o anacronismo) da alegoria cristã, também chamada de exegese religiosa (na qual eventos, personagens e fatos históricos passam também a ser interpretados alegoricamente). Northrop Frye discutiu o espectro da alegoria desde o que ele designou como "alegoria ingênua" da The Faerie Queene de Edmund Spenser às alegorias mais privadas da literatura de paradoxos moderna. Os personagens numa alegoria "ingênua" não são inteiramente tridimensionais: para cada aspecto de suas personalidades individuais e eventos que se abatem sobre eles, personificam alguma qualidade moral ou outra abstração. A alegoria foi selecionada primeiro, e os detalhes meramente a preenchem. Já que histórias expressivas são sempre aplicáveis a questões maiores, as alegorias podem ser lidas em muitas dessas histórias, algumas vezes distorcendo o significado explícito expresso pelo autor.
A alegoria tem sido uma usada na literatura de praticamente todas as nações. As escrituras dos hebreus apresentam algumas das mais belas destacando-se a comparação da história de Israel ao crescimento de uma vinha no Salmo 80. Na tradição rabínica, leituras alegóricas têm sido aplicadas em todos os textos - uma tradição herdada pelos cristãos, para os quais as semelhanças alegóricas são a base da exegese.
Na literatura clássica duas das alegorias mais conhecidas são o mito ou alegoria da caverna, narrado na República de Platão (Livro VII) e o apólogo da revolta das várias partes do corpo contra o estômago, contado por Agripa Menenio Lanato, em 494 a.C., e reproduzido por Tito Lívio). Várias outras ocorrem nas Metamorfoses de Ovídio. O manuscrito grego mais antigo sobrevivente, Papiro de Derveni, fornece uma interpretação alegorizada de um poema órfico. A tradição grega atribui os primeiros pensadores alegóricos como sendo ou Teágenes de Régio, em sua interpretação em defesa do mito de Homero que associava deuses a atributos simbólicos (Atena à sabedoria, Ares à insensatez, etc.), ou a Ferécides de Siro.